# Erdin Demir
Erdin Demir (* 27. März 1990 in Malmö) ist ein ehemaliger schwedischer Fußballspieler türkischer Abstammung. Der Außenverteidiger war in seiner Laufbahn für schwedische, norwegische und belgische Vereine aktiv und schwedischer Nationalspieler.

## Werdegang
Demir begann mit dem Fußballspielen im Nachwuchs von Malmö FF. Dort entwickelte er sich zum Jugendnationalspieler und stand 2007 und 2008 in insgesamt elf Länderspielen der schwedischen U-19-Nachwuchsnationalmannschaft auf dem Spielfeld. 2008 rückte er in den erweiterten Profikader auf. Für den Klub kam er jedoch nicht in der Allsvenskan zum Einsatz, einzig im Landespokal bestritt er Pflichtspiele. 2009 lieh ihn daher der Klub zu Saisonbeginn an den Lokalrivalen IFK Malmö aus, mit dem er in der viertklassigen Division 2 antrat.
Im Sommer 2009 wechselte Demir zum Drittligisten IF Limhamn Bunkeflo in die Division 1 Södra. Hier überzeugte er als Stammspieler und machte höherklassig auf sich aufmerksam. Im Herbst 2010 verkündete der Erstligist Trelleborgs FF die Verpflichtung des Spielers ab dem Jahreswechsel, wobei sich die Parteien auf einen Drei-Jahres-Vertrag geeinigt hatten. Auch in der Allsvenskan war er auf Anhieb Stammspieler, so dass er sich wieder in den Kreis der Auswahlmannschaften spielte. Beim 4:1-Erfolg über Norwegens Nachwuchs kam er als Einwechselspieler für Miiko Albornoz ab der 77. Spielminute zu seinem Debüt in der U-21-Auswahl, für die er in der anschließenden Qualifikation zur U-21-Europameisterschaft 2013 regelmäßig auflief. Während sich die Auswahl an der Spitze ihrer Qualifikationsgruppe festsetzte, verlief die Spielzeit 2011 weniger erfolgreich. Mit der Mannschaft um Kristian Haynes, Tuomo Turunen, Marcus Pode und Mattias Adelstam stand er im Abstiegskampf, als Tabellenvorletzter verpasste der Klub den Klassenerhalt.
Dennoch hatte Demir mit seinen Leistungen überzeugt und Mitte Dezember nominierte ihn Nationaltrainer Erik Hamrén neben weiteren U-21-Spielern für eine Januartour der A-Nationalmannschaft. Kurz zuvor war bereits sein Vereinswechsel nach Norwegen bekannt geworden. Er hatte beim norwegischen Klub SK Brann einen Kontrakt mit vier Jahren Laufzeit unterzeichnet. Vor Beginn der norwegischen Spielzeit 2012 stand er beim 2:0-Erfolg über Bahrain am 18. Januar neben den weiteren Debütanten Pontus Jansson, Oscar Hiljemark, Niklas Hult, Marcus Olsson, Viktor Claesson, Erik Friberg und Mikael Dyrestam auf dem Spielfeld und lief auch beim 5:0-Sieg gegen Katar fünf Tage später auf. Zu Saisonbeginn stand er unter Trainer Rune Skarsfjord bei seinem Klub in der Anfangself, verlor aber nach wenigen Spieltagen seinen Stammplatz. Erst ab der Saisonmitte kehrte er wieder in die Startformation zurück, so dass er in seinem ersten Jahr in Norwegen 22 Ligaspiele bestritten hatte. Parallel blieb er jedoch im Kader der schwedischen U-21-Auswahl, die erst in den Play-off-Spielen gegen Italien die Teilnahme an der U-21-Europameisterschaftsendrunde 2013 verpasste.
2015 folge dann der Wechsel nach Belgien zum Erstligisten Waasland-Beveren und 2018 weiter zum Ligarivalen SV Zulte Waregem. Dort bestritt er im Herbst/Winter 2018 insgesamt 14 Ligaspiele sowie ein Pokalspiel. Seit dem Jahreswechsel 2018/19 wurde er lediglich bei einem Play-off-II-Spiel noch einmal kurz eingewechselt. Seit September 2019 konnte Demir wegen einer Hüftverletzung nicht spielen. Medienberichten zufolge stellte der Klub daraufhin im Sommer 2020 die Gehaltszahlungen ein, nach Einschalten der FIFA kam der Klub jedoch in der Folge den Verpflichtungen wieder nach. Sein Vertrag wurde von Waregem nach dessen Ablauf zu Saisonende 2020/21 nicht verlängert.